# Аспидуры
Аспидуры (лат. Aspidura) — род змей из семейства ужеобразных. Эндемики острова Шри-Ланка.

## Описание
Неядовитые змеи длиной от 160 (Aspidura guentheri) до 635 (Aspidura copei) мм. Верхнечелюстные зубы короткие. Морда заострённая. Хвост короткий. Окраска тела может быть светло-коричневой, оранжевой или тёмно-коричневой, у некоторых видов на спине или боках имеются ряды пятен или полосы. В горах встречаются до высоты 2130 м. Обитают во влажных тропических леса и сельскохозяйственных угодьях. Размножаются круглый год. Откладывают от 4 до 12 яиц под гнилыми брёвнами. Ведут подземный образ жизни, зарываются в почву до глубины 30 см, питаются дождевыми червями. В тонкой кишке аспидур паразитирует нематода Kalicephalus brachycephalus из семейства Diaphanocephalidae (Rhabditida).

## Классификация
В состав рода включают восемь видов, распространённых на острове Шри-Ланка:
- Aspidura brachyorrhos (Boie, 1827)typus — Центральная и Западная провинции
- Aspidura ceylonensis (Günther, 1858) — Сабарагамува, Ува и Центральная провинция
- Aspidura copei Günther, 1864 — Ува, Центральная и Западная провинции
- Aspidura deraniyagalae Gans & Fetcho, 1982 — Ува.
- Aspidura drummondhayi Boulenger, 1904 —Сабарагамува, Южная провинция
- Aspidura guentheri Ferguson, 1876 — Сабарагамува, Южная и Западная провинци
- Aspidura ravanai Wickramasinghe, Vidanapathirana, Kandambi, Pyron & Wickramasinghe, 2017 —Сабарагамува.
- Aspidura trachyprocta Cope, 1860 — Центральная провинция.

Методами молекулярно-генетического анализа определено, что род Aspidura появился около 18 млн лет назад. Наиболее близкими родами являются Natrix, Sinonatrix и Opisthotropis. Предполагают, что вид Aspidura trachyprocta может оказаться комплексом близкородственных видов.